# Vêtre-sur-Anzon
Vêtre-sur-Anzon község Franciaország Auvergne-Rhône-Alpes régiójában, Loire megyében. Új községként 2019. január 1-jén jött létre Saint-Julien-la-Vêtre és Saint-Thurin község egyesítésével. A két korábbi település delegált község státusszal az új község része lett. Egyesüléskor az új község lélekszáma 558 fő volt. Lakosainak száma 565 fő (2022. január 1.).

## Népesség
| Lakosok száma | 547  | 550  | 546  | 585  | 578  | 572  | 565  |
|               | 2015 | 2017 | 2018 | 2019 | 2020 | 2021 | 2022 |